# Jabari Greer
Jabari Amin Greer (Jackson, 11 febbraio 1982) è un giocatore di football americano statunitense che gioca nel ruolo di cornerback nella National Football League (NFL) e dal 2014 è free agent. Dopo non essere stato selezionato nel Draft NFL 2004 firmò coi Buffalo Bills. Al college ha giocato a football all'Università del Tennessee.

## Carriera professionistica

### Buffalo Bills
Dopo non essere stato selezionato nel Draft 2004, Greer firmò coi Buffalo Bills il 26 aprile 2004 in qualità di free agent. Coi Bills disputò 5 stagioni, giocando principalmente come nickelback o dimeback e come membro degli special team. Nel 2008, Greer partì come titolare nelle prime 10 gare della stagione prima di infortunarsi.

### New Orleans Saints
Il 4 marzo 2009, Greer firmò un contratto quadriennale per trasferirsi ai New Orleans Saints. Greer divenne subito titolare nei Saints e ritornò un intercetto in un touchdown in una gara del Monday Night Football contro gli Atlanta Falcons. Greer si infortunò l'8 novembre 2009 e saltò la maggior parte del resto della stagione regolare, ritornando però nei playoff dove ebbe un ruolo significativo. I Saints iniziarono la stagione vincendo le prime 13 partite consecutive, prima di perdere le ultime tre. La possibilità di saltare il turno delle wild card si rivelò di gran beneficio per la squadra, che poté ritemprarsi dopo il difficile finale di stagione regolare. Nel division round dei playoff, i Saints superarono i Cardinals 41-14 e nella finale della NFC i Minnesota Vikings per 31-28 nei tempi supplementari.  Il 7 febbraio 2010, i Saints sconfissero i favoriti Indianapolis Colts nel Super Bowl XLIV disputato a Miami e Jabari si laureò per la prima volta campione NFL. Nella partita, Greer partì come titolare e mise a segno 4 tackle.
Dopo la vittoria nel Super Bowl, la città natale di Greer, Jackson nel Tennessee, lo onorò con una celebrazione alla South Side High School il 5 marzo 2010 chiamata "Jabari Greer Day" e premiandolo con le chiavi della città.
Nella stagione 2010, disputò 14 partite, 13 delle quali come titolare, terminando con 61 tackle, 2 passaggi deviati e 2 intercetti. I Saints conclusero con un record di 11-5 ma non riuscirono a bissare il titolo dell'anno precedente, essendo stati eliminati nel turno delle wild card dei playoff dai Seattle Seahawks.
Nell'annata 2011, Greer disputò per la prima volta tutte le 16 partite stagionali come titolare, concludendo con i primati in carriera per tackle (71) e passaggi deviati (18). I Saints terminarono la stagione regolare con un record di 13-3 vincendo la propria division. Nei playoff eliminarono i Detroit Lions prima di essere estromessi dalla post-season dai San Francisco 49ers.
Nella settimana 3 della stagione 2012, Greer mise a segno un intercetto ai danni di Matt Cassel. La sua stagione si concluse con 51 tackle e 3 intercetti ritornati per 31 yard.
Dopo che nel 2013 Greer fece registrare 30 tackle e 1 intercetto, il 13 febbraio 2014 fu svincolato dai Saints.

## Palmarès
- Super Bowl : 1

New Orleans Saints: Super Bowl XLIV
- National Football Conference Championship: 1

New Orleans Saints: 2009

## Statistiche
| Partite totali      | 133 |
| Partite da titolare | 86  |
| Tackle totali       | 413 |
| Sack                | 2,0 |
| Intercetti          | 13  |
| Fumble forzati      | 2   |

Statistiche aggiornate alla stagione 2013